# جورجيا بيل
جورجيا بيل (من مواليد 17 أكتوبر 1993) هي رياضية إنجليزية في ألعاب القوى تتنافس في سباقات المسافات المتوسطة وفي سباقات الثنائي. فازت بالميدالية البرونزية في أولمبياد صيف 2024 في سباق 1500 متر. وفي وقت سابق من ذلك العام أصبحت بطلة وطنية بريطانية في سباق 1500 متر، سواء في الأماكن المغلقة أو المفتوحة، وفازت بالميدالية الفضية في بطولة أوروبا لألعاب القوى 2024.